# Kazimierz Chmura
Kazimierz Chmura (ur. 2 października 1923, zm. 7 stycznia 2001 w Gliwicach) – polski geolog, profesor doktor habilitowany Politechniki Śląskiej.

## Życiorys
W 1955 ukończył studia na Akademii Górniczo-Hutniczej w Krakowie. Od 1963 był związany zawodowo z Politechniką Śląską, prowadził działalność naukowo-badawczą w ramach specjalności: geologia złóż, geotechnika, geotermodynamika. W 1967 został kierownikiem Katedry Geologii Złóż, w 1968 habilitował się, w latach 1969–1976 pełnił funkcję prodziekana Wydziału Górniczego. Od 1968 prowadził badania dotyczące właściwości cieplnych skał, na ich potrzeby stworzył na Wydziale Górniczym, laboratorium z aparaturą, której konstrukcja była jego autorstwa. W latach 1968–1973 był członkiem Rady Naukowej Państwowego Instytutu Geologicznego w Warszawie, od 1982 przez cztery lata przewodniczył Komisji Nauk Geologicznych PAN o. Katowice. Od 1980 do 1991 pełnił funkcję kierownika Zakładu Geologii Złóż Instytutu Geologii Stosowanej, zaś w latach 1991–1994 był z-cą dyrektora Instytutu. W 1994 przeszedł na emeryturę.
Zmarł w 2001, pochowany na Centralnym Cmentarzu Komunalnym w Gliwicach.

## Odznaczenia
- Medal 30-lecia Polski Ludowej (1975)[4]
- Złota odznaka „Zasłużonemu w Rozwoju Województwa Katowickiego” (1975)[4]